# Moutonneau
Moutonneau korábbi község Franciaországban, Charente megyében. Lakosainak száma 104 fő (2022. január 1.). Moutonneau Fontenille, Lichères és Aunac-sur-Charente községekkel határos.
2025. január 1-jén Aunac-sur-Charente új községhez csatolták.

## Népesség
A település népessége az elmúlt években az alábbi módon változott:
| Lakosok száma | 108  | 116  | 121  | 106  | 103  | 107  | 115  | 117  | 118  | 104  |
|               | 1968 | 1982 | 1990 | 2006 | 2013 | 2015 | 2017 | 2019 | 2020 | 2022 |